# Hálfdanr il Bianco Haraldsson
Hálfdanr Haraldsson, detto Hvíti (in norvegese: Halvdan "Kvite" Haraldsson; Trondheim, 872 circa – Estonia, 900 circa), fu re di Trøndelag.

## Biografia
Hálfdanr Haraldsson detto il Bianco (Hvíti) fu il terzo figlio di re Harald I Bellachioma e Ása, figlia di Hákon Grjótgarðsson, jarl di Hlaðir e poi anche di Fjordane.
Secondo l'Heimskringla nacque a Trondheim attorno all'872, anno della battaglia di Hafrsfjord, insieme al gemello Hálfdanr il Nero (Svarti) Haraldsson.
Crebbe a Hlaðirgárd, casa dello zio materno Hákon Grjótgarðsson, insieme al gemello Hálfdanr il Nero, al fratello Sigfrøðr e a Sigurðr, figlio dello jarl di Lade che aveva all'incirca la loro stessa età e con il quale restò sempre in ottimi rapporti.
Verso il 900, quando re Harald aveva ormai all'incirca cinquant'anni, per cercare di placare le continue liti intestine tra i suoi figli e gli jarl, decise di accontentarli conferendo a tutti loro il titolo di re e divise il regno in vari potentati minori le cui rendite sarebbero spettate per metà a lui e per metà al sovrano locale, inoltre ai figli sarebbe stato concesso di sedere sotto il suo seggio ma sopra quello degli jarl. Ai gemelli Hálfdanr e al loro fratello Sigfrøðr toccò il regno del Trøndelag, che si divisero equamente. Questa decisione permise di ridurre temporaneamente le lotte intestine tra i figli di Harald ma non di risolvere il nodo della successione al trono, per la quale sorsero nuovi contrasti. Era infatti volontà del re di Norvegia che il suo erede fosse Eiríkr Blódøx, il figlio che più amava sebbene non il primogenito, tuttavia gli abitanti del Trøndelag gli preferivano Hálfdanr il Nero.
Ritenendo che il padre lo avesse in scarsa stima e di non avere un reale potere all'interno del suo regno, Hálfdanr il Bianco divenne un vichingo ed insieme al gemello effettuò scorrerie nel Mar Baltico orientale. Cadde combattendo in una grande battaglia in Estonia. Il suo regno passò al gemello e al fratello Sigfrøðr.